# I (INIのシングル)
『I』（アイ）は、日本の男性アイドルグループINIの2枚目シングル。2022年4月20日にLAPONEエンタテインメントより発売された。

## 概要
本作のタイトルである『I』には、自分を意味する「I」、僕が愛するものという意味が込められている。シングルのコンセプトは「I INTERVIEW MYSELF」。アーティスト写真には6つの異なる質問が映し出されており、自らへの問いかけを通じて自分を理解し、もっと広い世界へ僕と僕たちの話を聞かせるという想いが込められている。
オールドスクールのヒップホップナンバーの「CALL 119」とポジティブでエネルギッシュな楽曲の「We Are」のダブルリード曲で、前作に続いて活動曲を決定するファン投票が2022年3月13日から3月19日まで行われた。
3月20日にダブルタイトル曲「CALL 119」と「We Are」の先行音源配信を開始。本作の活動曲が「CALL 119」に決定し、ミュージックビデオが公開された。ファン投票結果は「CALL 119」が53.6%、「We Are」が46.4%となった。
3月27日に「We Are」のミュージックビデオが公開された。
4月18日に各サブスクリプションサービスにてデジタル配信を開始し、iTunesアルバムランキング（2022年4月18日付）で1位を獲得。
4月19日付のオリコンデイリーシングルランキングで46万5775枚を売り上げ、初登場1位を獲得。
5月2日付のオリコン週間シングルランキングでも初週売上58万1016枚で1位となり、初週ハーフミリオンを達成。またオリコン史上初となるデビューシングルから2作連続初週売上50万枚超えを達成。。

## 収録曲

### 初回限定盤A
CD +DVD（特典映像：I INTERVIEW INI #1))
1. CALL 119 (3:15)
作詞: Kevin D (D_answer)[13]、DR.J (D_answer)、Mahiro[14]
作曲: Kevin D (D_answer)、LUZY (D_answer)、DR.J (D_answer)
編曲: Kevin D (D_answer)、LUZY (D_answer)
振付: TEAM SAME
Kevin DをはじめLUZY、DR.J （D_answer)は、Allart entertainment所属のガールズグループ「PIXY」のプロデューサーを務め、楽曲制作も手掛けている。
2. DILEMMA (3:11)
作詞: CHAKUN (VILLAINX), Any Masingga (VILLAINX), ELLUII (VILLAINX), J6 (VILLAINX), Co-sho, DARLY, Ayano Hikita
作曲: CHAKUN (VILLAINX), Any Masingga (VILLAINX), ELLUII (VILLAINX), J6 (VILLAINX)
編曲: CHAKUN (VILLAINX), Any Masingga (VILLAINX), ELLUII (VILLAINX), J6 (VILLAINX)
振付: TEAM SAME
3. AMAZE ME (2:53)
作詞: Moon Kim, mia, HYUNSEONG, MUSTardSEED, YHANAEL
作曲: Park Soo Suk, Seo Ji Eun, Moon Kim
編曲: Park Soo Suk, Seo Ji Eun
4. We Are (3:31)
作詞: Jinli (Full8loon) 、宮川依恋[15]、STAYNBOYS
作曲: Gloryface (Full8loon)、Jinli (Full8loon)
編曲: Gloryface (Full8loon)
振付: We Dem Boyz
JinliとGloryface (Full8loon)は、PRODUCE 101 JAPAN SEASON2のオリジナル楽曲「Let Me Fly ～その未来へ」や「A.I.M (Alive In My Imagination)」、STAINBOYSはJO1の「伝えられるなら」や「Dreaming Night」を手掛けている。

### 初回限定盤B
CD +DVD（特典映像：I INTERVIEW INI #2)
1. We Are (3:31)
2. BOMBARDA (3:21)
作詞: Bull＄EyE (AVEC), Ondine (AVEC), Monkey Vegas (AVEC), 小久保祐希, Giz'Mo (from Jam9)
作曲: Bull＄EyE (AVEC), Ondine (AVEC), Monkey Vegas (AVEC)
編曲: Bull＄EyE (AVEC), Monkey Vegas (AVEC)
振付: AP:SORR(FREEMIND)
3. Polaroid (3:42)
作詞: OUOW, AYNA, mia, HYUNSEONG, MUSTardSEED
作曲: OUOW, AYNA
編曲: OUOW
4. CALL 119 (3:15)

### 通常盤
CD
1. CALL 119 (3:15)
2. We Are (3:31)
3. AMAZE ME (2:53)
4. BOMBARDA (3:21)

## チャート成績
オリコンチャート
- オリコンデイリーシングルランキング（2022年4月19日付、4月20日付、4月21日付、4月22日付、4月23日付、4月24日付）で1位。

| 日付            | 順位 | 推定売上枚数 | 出典   |
| --------------- | ---- | ------------ | ------ |
| 2022年4月19日付 | 1位  | 465,775枚    | [ 18 ] |
| 2022年4月20日付 | 1位  | 46,766枚     | [ 19 ] |
| 2022年4月21日付 | 1位  | 23,461枚     | [ 20 ] |
| 2022年4月22日付 | 1位  | 16,449枚     | [ 21 ] |
| 2022年4月23日付 | 1位  | 18,430枚     | [ 22 ] |
| 2022年4月24日付 | 1位  | 10,135枚     | [ 23 ] |
| 2022年4月25日付 | 3位  | 4,046枚      | [ 24 ] |
| 2022年4月26日付 | 7位  | -            | [ 25 ] |
| 2022年4月27日付 | 4位  | -            | [ 26 ] |
| 2022年4月28日付 | 2位  | 8,436枚      | [ 27 ] |
| 2022年4月29日付 | 2位  | 7,160枚      | [ 28 ] |
| 2022年4月30日付 | 2位  | 5,660枚      | [ 29 ] |
| 2022年5月1日付  | 2位  | 4,138枚      | [ 30 ] |
| 2022年5月2日付  | 3位  | 4,277枚      | [ 31 ] |

- オリコン週間シングルランキング（2022年05月02日付）で1位。初週売上は58.1万枚でハーフミリオンを突破。デビューシングルから2作連続初週売上50万枚超えはオリコン史上初となる[11]。

| 日付           | 順位 | 推定売上枚数 | 出典   |
| -------------- | ---- | ------------ | ------ |
| 2022年5月2日付 | 1位  | 581,016枚    | [ 32 ] |

- オリコン週間デジタルアルバムランキング（2022年5月2日付）で1位。

| 日付           | 順位 | ダウンロード数 | 出典   |
| -------------- | ---- | -------------- | ------ |
| 2022年5月2日付 | 1位  | 6,194          | [ 33 ] |

- オリコン週間合算シングルランキング（2022年5月2日付）で1位。

| 日付           | 順位 | 換算売上ポイント | 出典   |
| -------------- | ---- | ---------------- | ------ |
| 2022年5月2日付 | 1位  | 630,485pt        | [ 34 ] |

- オリコン週間ストリーミングランキング（2022年4月4日付、4月11日付、4月18日付、4月25日付、5月2日付）で1位。

「CALL 119」が週間再生数939.9万回（9,399,055回）で前作『A』の活動曲「Rocketeer」以来、自身2作目の1位獲得となった。
| 楽曲     | 日付            | 順位 | 再生数       | 出典   |
| -------- | --------------- | ---- | ------------ | ------ |
| CALL 119 | 2022年4月4日付  | 1位  | 9,399,055回  | [ 36 ] |
| CALL 119 | 2022年4月11日付 | 1位  | 7,319,682回  | [ 37 ] |
| CALL 119 | 2022年4月18日付 | 1位  | 6,174,018回  | [ 38 ] |
| CALL 119 | 2022年4月25日付 | 1位  | 7,974,084回  | [ 39 ] |
| CALL 119 | 2022年5月2日付  | 1位  | 10,298,758回 | [ 40 ] |

なお、オリコン週間デジタルアルバムランキングとオリコン週間ストリーミングランキングのデジタルランキング2冠はINIとして初めての達成であり、同時に首位を獲得したのはBTS以来、10か月ぶりの達成である。
Billboard JAPAN
- Billboard JAPAN ストリーミング・ソング・チャート[注 1]で「CALL 119」が初登場1位[42]。

- Billboard JAPAN 週間シングル・セールス・チャート[注 2]「Top Singles Sales」（2022年4月27日公開）で1位。初週売上枚数は742,208枚[43]。
- Billboard JAPAN 総合ソング・チャート「JAPAN HOT 100」で1位。シングルは742,208枚、ダウンロード数は10,530、ストリーミング数は7,719,431再生[44]。シングル、ラジオ、Twitterで3冠獲得。

タワーレコード
- TOWER RECORD ONLINE ウィークリー予約TOP30（2022年3月8日付）で予約1位[45]。

iTunes
- iTunesアルバムランキング（2022年4月18日付）で1位[9]。

Spotify
- 「バイラルトップ50（日本）」（2022年4月21日公開：4月14日～4月20日集計分）で「CALL 119」が1位、「We Are」が3位[46]。

## ミュージックビデオ
CALL 119
2022年3月20日公開。静岡県にあるふじさんめっせで撮影された。
We Are
2022年3月27日公開。千葉県にあるロングウッドステーションで撮影された。
MV再生回数公約一覧
| 楽曲     | 公約         | 公開コンテンツ | 公開日       |
| -------- | ------------ | -------------- | ------------ |
| CALL 119 | 300万回再生  | Practice Video | 2022年4月1日 |
| We Are   | 300万回再生  | Practice Video | 2022年5月1日 |
| CALL 119 | 500万回再生  | INI Holiday    |              |
| We Are   | 500万回再生  | INI Holiday    |              |
| CALL 119 | 1000万回再生 | Secret         |              |
| We Are   | 1000万回再生 | Secret         |              |